# Just de Lyon
Pour les articles homonymes, voir Saint-Just.
Saint Just (en latin Justus, prononcé par les Lyonnais Saint Ju') est le 13e évêque de Lyon. Il succède à Vérissime au milieu du IVe siècle. Il est vénéré comme saint par les catholiques et les orthodoxes, et fêté le 2 septembre localement, autrement le 14 octobre.

## Enfance et formation
Il serait né dans la première moitié du IVe siècle à Tournon sur les bords du Rhône, et issu d'une famille aristocratique.
Il aurait suivi l'enseignement religieux de saint Paschase, l'archevêque de Vienne de l'époque et devint diacre de l'église de Vienne.

## L'évêque de Lyon
Il est par la suite élu évêque de Lyon par les fidèles de la ville à une date inconnue après le milieu du IVe siècle. On le retrouve en tant qu'évêque de la capitale des Gaules parmi les participants du concile de Valence de 374 sur la discipline religieuse des clercs et des fidèles.
En 381, on le retrouve au concile d'Aquilée. Un concile général avait été demandé par les évêques ariens Pallade (Palladius), évêque de Ratiaria, et Sécondien (Secundianus), évêque de Singidunum, soutenus par l'impératrice Justine pour revoir la position de l'Église sur l'arianisme. Saint Ambroise refuse la tenue d'un concile général, consentant uniquement à un concile provincial, mais l'empereur Gratien permet la venue d'autres évêques. Les évêques de Gaule envoyèrent des délégués dont Just qui fut l'un des 32 évêques de ce concile. Il y exprima clairement son rejet de l'arianisme et condamna Pallade et Sécondien.
À cette époque, il entretient une correspondance avec Ambroise de Milan, dont il ne subsiste que deux lettres d'explications des Écritures adressées par Ambroise à Just.

## L'ermite
Rentré à Lyon après le concile d'Aquilée, il ne put empêcher le lynchage d'un criminel qui avait trouvé refuge dans sa cathédrale malgré l'immunité que conférait le lieu et s'en tint pour responsable. Il rendit les insignes de sa charge épiscopale et partit, accompagné de son clerc, saint Viateur, faire pénitence jusqu'en Égypte dans le désert de Scété, où il se retira dans un monastère comme un simple moine.
Un pèlerin l'ayant reconnu, les Lyonnais, désireux de retrouver leur évêque, envoyèrent une délégation menée par Antioche, un prêtre de Lyon, pour le retrouver et le ramener dans son diocèse. Antioche ne put convaincre le saint ermite ni de revenir ni de l'accepter auprès de lui. Il revint donc en Gaule et fut nommé plus tard évêque de Lyon. À la mort de Just, les lyonnais firent rapatrier dans leur ville le corps de leur évêque, ainsi que celui de son compagnon Viateur, mort peu après, et les firent déposer dans la basilique des Macchabées qui devint la basilique Saint-Just.

## Culte et postérité

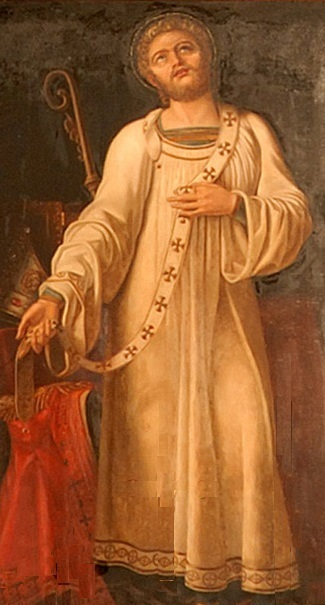
Saint Just évêque de Lyon au IVe siècle se dépouillant des insignes de l'épiscopat; peinture dans l'église Saint-Just de Lyon (XIXe siècle)

À la fin du IVe siècle, une Vita sancti Justi, Lugdunensis episcopi, retraçant dans un style hagiographique la vie de Just, est écrite par un prêtre lyonnais.
L'Église de Lyon célébrait autrefois saint Just à quatre reprises dans l'année : son ordination le 14 juillet, la translation de ses reliques à Lyon le 4 août, sa mort le 2 septembre et son passage en Égypte le 14 octobre. La fête de la translation de ses reliques est encore célébrée dans le diocèse de Lyon, en plus de sa fête, jusqu'au XXe siècle.
À Lyon, lui est dédié une basilique, aujourd'hui détruite et remplacée par une autre église. Autour de la basilique s'est développé un bourg du même nom qui est devenu au XIXe siècle un quartier de Lyon.
La chapelle du lycée de Tournon-sur-Rhône (lycée Gabriel-Faure) porte aussi son nom.
Un quartier et son église du 13e arrondissement de Marseille portent son nom.